# مدرسة المجيدية
مدرسة المجيدية في مدينة ماليه أول مدرسة حكومية في المالديف. أسسها الأديب المالديفي حسين صلاح الدين، وتخرج منها الرئيس المالديفي السابق محمد نشيد.